# Брюжиру, Андре Антуан
Андре Антуан Брюжиру (André Antoine Brugiroux; родился 11 ноября 1937 г. в Вильнёв-Сен-Жорж, Франция) — французский путешественник и писатель, посетивший в период между 1955 и 2005 годами все без исключения страны и территории мира. Написал ряд эссе и снял документальный фильм о своих путешествиях. Путешествия Брюжиру носили дополнительный миссионерский характер, с целью познакомить мир с Верой Бахаи.

## Биография
Родился в Вильнёв-Сен-Жорж, Валь-де-Марн, Франция, детство провел в Брюнуа, на юге департамента Сена и Уаза. Его отец был рабочим-железнодорожником, а мать — бухгалтером. Учился в школе Брюнуа, затем в коллеже Святого Августина в Монжероне. Отсутствие работы на маленькой семейной ферме в Ланжаке (Верхняя Луара) вынудило отца переехать в Парижский округ.
Отец ни в какой мере не побудил его к странствиям. Скорее это его мать, которая еще до свадьбы совершила несколько путешествий и вложила в его руки ключ к будущему умению выпутываться из трудностей, записав его в бой-скауты. Тотем, который они ему дали, как нельзя лучше подходит ему: «болтливая лисица».
Его детство было отмечено войной, и его кругосветное путешествие имело целью узнать, сможем ли мы когда-нибудь жить в мире.
«Земля — одна страна», название его первой книги, также как и фильма, это главный вывод и заключение, которые он вынес из своего первого путешествия длиной в 18 лет (с 1955 по 1973 гг.) и в 400 000 километров по всем континентам через 135 стран. Одолеть их он смог, передвигаясь автостопом и тратя не более 1 доллара в день.

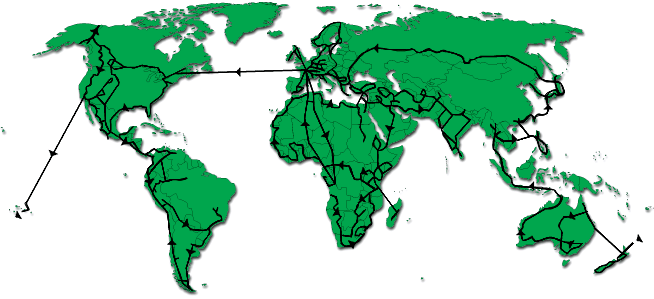
Hitchhike around the world (400,000 km/250,000 miles) 1955-1973

Уехав из дома в 1955 г. в возрасте 17 лет, с дипломом парижской школы гостиничного хозяйства в кармане, он сначала работал 7 лет в Европе, чтобы изучить языки. Между его пребыванием в Испании и в Германии, он отслужил военную службу в Конго (1958 и 1959).
Затем, накопив средства за 3 года работы в качестве переводчика в Канаде (с 1965 по 1967), он смог совершить шестилетнее путешествие по планете не работая. Передвигался он исключительно автостопом (на самолёте — на судне — на паруснике), тратя в среднем не более 1 доллара в день.
За время своих странствий он семь раз побывал в тюрьме, несколько раз его чуть не убили, его высылали из страны, обкрадывали … Он жил у доктора Швейцера в Ламбарене, с хиппи в Сан Франциско, у головорезов на Борнео, с бонзами в Бангкоке, учился в школе йоги в Индии, работал в кибуце в Израиле, познакомился со спекулянтами драгоценными камнями в Цейлоне, бывал в лагерях беженцев в Камбодже, и т. д.
Во время своего путешествия автостопом он открыл и сделал своей идею, которую высказал в XIX веке перс по имени Бахаулла: «Земля — одна страна и все люди её граждане». И он вернулся домой с новым видением истории.
Опубликовав свою первую книгу, сняв фильм и восстановив здоровье, Андрэ Брюжиру возобновил путешествия, имея целью открыть для себя те страны, в которые он не попал в первый раз, и поделиться с людьми всемирным административным планом послания бахаи.
Он совершал беспрестанные поездки из Франции в разные страны в течение 30 лет, находясь в пути по 6-8 месяцев в году, совмещая выступления и экскурсии. Он также посетил все различные области Франции.
Он женился в 1984 г. на Ринии Ван Кантен, социологе из Суринама, которую он встретил в Кайенне. Их дочь зовут Наташа.
В 2005 г., совершив визит к полярным медведям в бухту Черчилля в Манитобе (Канада), Андре Брюжиру счел свою мечту осуществленной.
До настоящего времени Брюжиру продолжает путешествовать, чтобы узнать ещё больше о мире и поделится своими мировоззрениями. В 2007 году он отпраздновал своё 70-летие на острове Сокотра (Йемен) с другими путешественниками.
В 2008 году он, наконец, посетил « Запретное царство» — Саудовскую Аравию.
В 2009 году в Сибири, он спустился по реке Лене и проделал путь по «дороге кости» с Якутска до Магадана с другими знаменитыми путешественниками. Это было уже 12 по счету посещение России, страны, которую он впервые открыл для себя в 1970, еще во времена Советского Союза. До этого он спускался по рекам Волга, Енисей и Обь.
В 2011 году он открыл для себя молодую страну — Южный Судан.

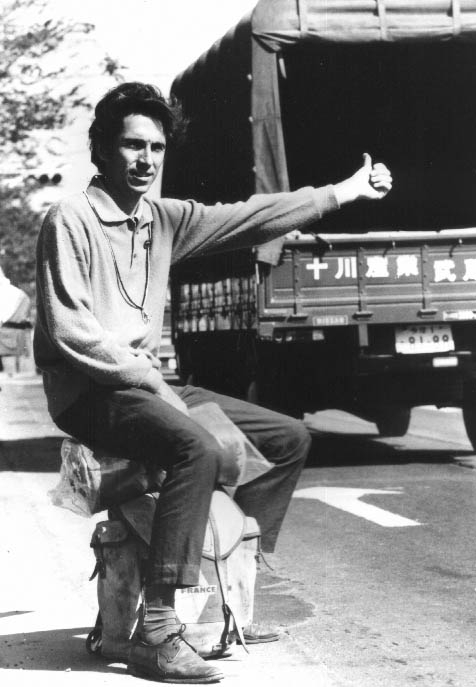
Япония, 1970
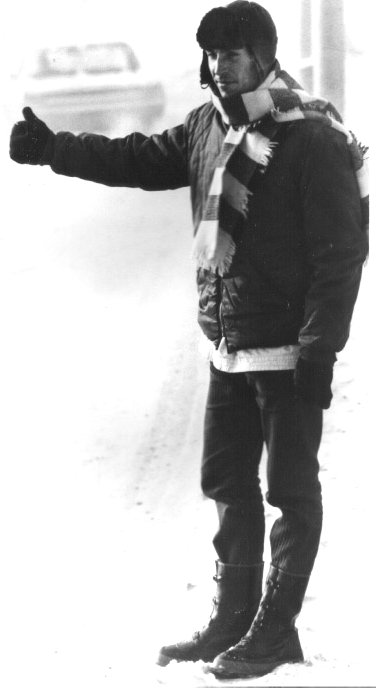
Аляска, 1969
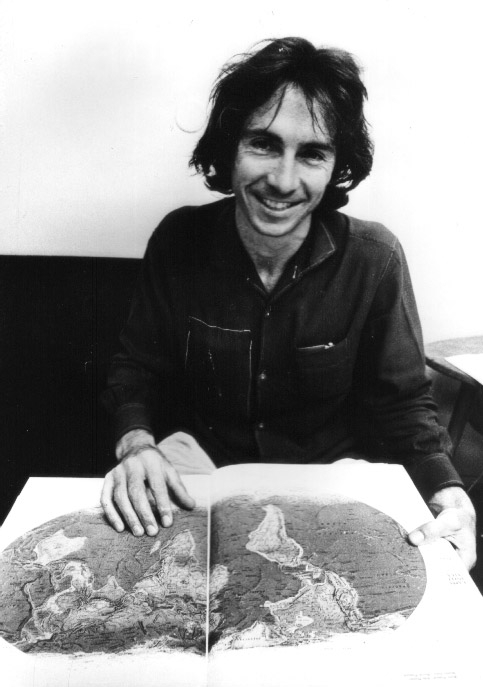
Осло, 1973
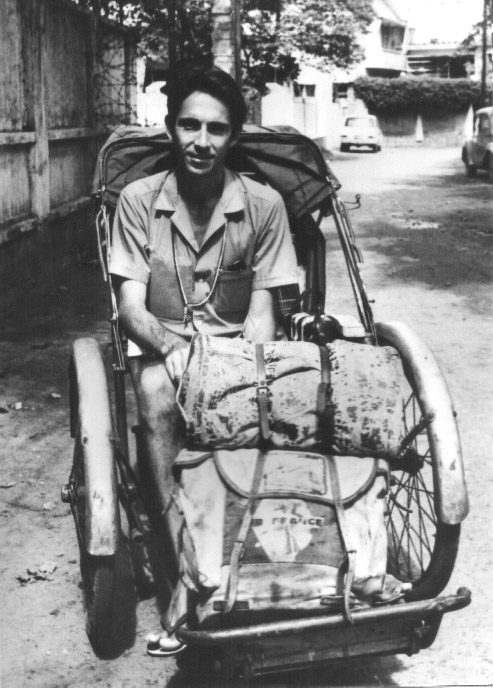
Джакарта, 1970

## Произведения

### Книги
- Земля — одна страна, 1975, серия «Пережитое» Робер Лаффонт. Переиздана в 2007 г. в издательстве Георама. В переводе на английский One People, One Planet, 1991, Oneworld Oxford, и на испанский La tierra es un solo país, 1978, Plaza Y Janes, S.A.
- Путь и его дороги 1978, Робер Лаффонт, затем опубликована под названием Путь, 1986, издательство Сегье.
- Узник Акки 1982, издательство Лез Инсоньяк. В 2007, издательство Этр е Конэтр. Премия Сент-Экзюпери 1983 г.
- Дороги мира 1990, издательство Сегье.
- Партизаны Бахаа́, в ожидании публикации.
- Заметки странствующего учителя, 2002, издательство бахаи.
- Жизнь на дороге, 2006, издательство Георама.
- Виктор Гюго — глашатай Бахауллы — в стадии подготовки

### Фильм
- Земля — одна страна/One People, One Planet − 400 000 км вокруг света автостопом и всемирная цивилизация — 135 посещенных стран. Этот фильм — живой документ, снятый и прокомментированный автором. С 2005 г. на DVD (на французском и английском)

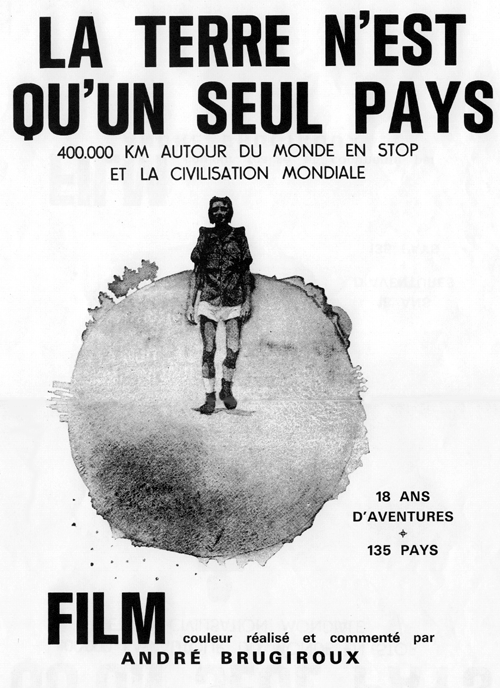
Афиша фильма во французской версии
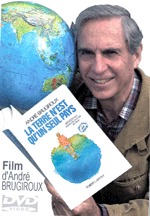
DVD фильма «Земля – одна страна»
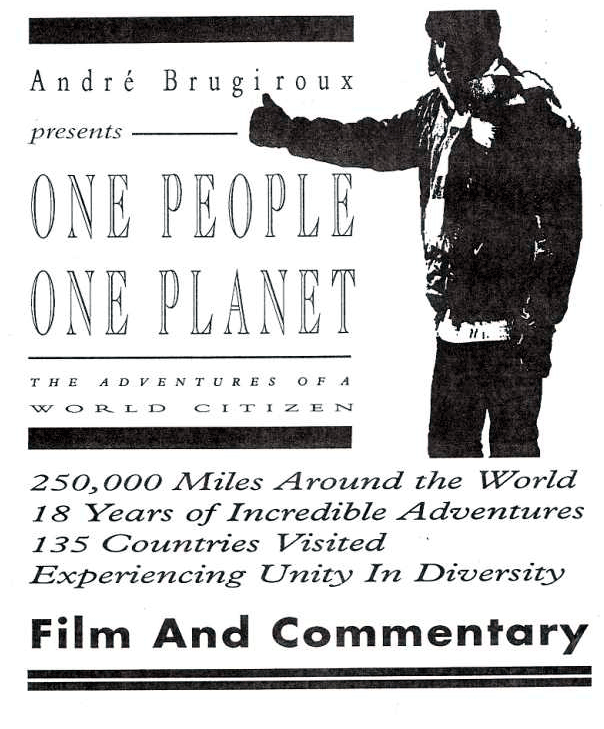
Афиша фильма в английской версии